# Kerkhof van Helkijn
Het Kerkhof van Helkijn is een gemeentelijke begraafplaats in het West-Vlaamse dorp Helkijn. Het kerkhof ligt aan de zuidelijke rand van het dorp rond de Sint-Jan Baptistkerk en wordt omsloten door een bakstenen muur.

## Britse oorlogsgraven
Op het kerkhof liggen 4 Britse militaire graven met gesneuvelden uit de Eerste Wereldoorlog. Een van hen kon niet meer geïdentificeerd worden.  Zij kwamen om tijdens het geallieerde eindoffensief in oktober 1918 en werden na de wapenstilstand vlak bij de toegang van het kerkhof begraven. 
Daarnaast ligt ook nog een Britse soldaat uit de Tweede Wereldoorlog die sneuvelde tijdens de terugtrekking van het British Expeditionary Force naar Duinkerke. 
De graven worden onderhouden door de Commonwealth War Graves Commission en zijn daar geregistreerd als Helkijn (Helchin) Churchyard.